# 각시탈 (드라마)
《각시탈》은 2012년 5월 30일부터 2012년 9월 6일까지 방송 되었던 KBS 2TV HD 특별기획드라마이다.

## 등장 인물

### 주요 인물
- 주원: 이강토 (李江土), 이영 (李永)[1], 사토 히로시 (佐藤宏), 2대 각시탈 역(아역 김우석) - 구한말의 충신 이선의 차남. 어머니를 죽인 기무라 켄지에게 응징하고 있는 각시탈에게 총을 쏘지만 각시탈의 정체가 자신의 친형인 이강산이었다는 사실을 뒤늦게 알고 형을 죽인 것에 대한 죄책감으로 오열했다. 이후 백건에게 무예를 연마받아 형인 강산을 대신해서 각시탈이 된다. 일본 순사와 각시탈 사이에 이중 생활을 하면서 기무라 슌지에 의해 수차례의 위기를 겪지만 목담사리를 잡은 경험으로 위기에서 벗어난다. 조선인을 극도로 싫어하는 무라야마에 의해 직위가 강등되고, 기무라 슌지와 채홍주에 의해 각시탈로 밝혀진다. 종로 경찰서 무기고를 털다가 기무라 슌지에 의해 체포되지만 안섭과 진홍의 도움으로 탈출한다. 조영근과 박인삼을 죽이고 나서 아버지 이선의 원수인 기무라 타로와 우에노 히데키를 살해한다. 동진 결사대 요새에서 목단과 결혼하나 목단이 슌지가 강토를 저격 하려다 실패해 암살 당하자 오열한다. 결혼식장은 아수라장이 된다. 그러나 백건의 도움으로 일을 계속한다.
- 진세연: 오목단 역(아역 김현수)(†) - 담사리의 딸, 극동 서커스 단원. 어릴 적 별칭은 분이. 세례명은 에스더다. 강토의 첫 사랑이다. 어릴 적에 도련님 (이영, 훗날 이강토)과 헤어질 때, 나중에 서로 알아볼 수 있는 징표로 단검을 건네받고 지금까지 항상 지니고 다닌다. 각시탈이 이강토인 것을 알고나서는 이전의 이강토에 대한 악의로 가득찼던 마음을 돌리고, 이강토에게 호의적인 태도를 보인다. 기무라 슌지가 각시탈의 존재를 알았다는 것을 이강토에게 알려준다. 동진 결사대 요새에서 이강토와 결혼식을 올리던 중 슌지가 강토에게 일격을 가하고 강토를 대신해서 총알에 맞아 암살 당했다.
- 박기웅: 기무라 슌지 (木村 俊二) 역 (아역 이병준)(†) - 종로 경찰서장 기무라 타로의 차남. 사무라이 아비의 아들로 태어난 숙명으로 검은 배웠으나 스스로 검을 버리고 조선 아이들을 가르치는 교사의 길을 택했지만, 이후 형의 죽음을 계기로 순사로 변한다. 각시탈을 잡기 위해 노력을 하지만 실패만 계속해 각시탈에 대한 악으로 가득찼다. 그러나 친구이자 부하인 이강토의 행적을 보고 각시탈일 것이라고 의심을 하기 시작했다. 각시탈을 잡기 위해 동진의 참모인 송 기자를 검찰 호송하는 것을 미끼로 각시탈이 이강토임을 밝혀낸다. 이후 이강토와의 친구 관계를 청산하고 적으로 돌아선다. 국방 헌금을 강탈당하는 등 계속되는 이강토의 거짓 정보에 속았다가 종로 경찰서 무기고를 털 것으로 예상하고 급습하여 이강토를 체포하는데 성공하지만 안섭과 진홍에 의해 또 다시 놓친다. 아버지가 각시탈에 의해 살해되자 복수를 다짐하며 동진 결사대의 아지트를 급습한다. 마지막엔 실수로 자신이 사랑하던 목단을 잘못 저격한 후 자책감에 권총으로 자살한다.
- 한채아: 우에노 리에 (上野 理恵), 채홍주 역 - "라라"라는 이름으로 활동하고 있는 가수이자 일본 극우 단체 키쇼카이의 일원. 양반 지주의 외동딸로 태어났으나, 독립 자금을 후원하지 않는다는 이유로 독립군에게 아버지가 죽임을 당하자 생모 마저 충격으로 사망하고 부리던 하인들이 집에 불을 질러서 집안이 풍비박산나고 만다. 이후 19살 때부터 관기 일을 하다가 우에노 히데키의 눈에 들어 그의 양녀가 되었고 이때부터 '우에노 리에 (上野 理恵)'라는 이름을 쓰기 시작했다. 우에노 히데키가 주로 일본에 있어 키쇼카이 경성지부에 사실상 영향력을 행사한다. 이강토를 짝사랑하였으나 그가 각시탈임을 알고 갈등한다. 키쇼카이가 이강토의 정체를 안 뒤 우에노 히데키에게 살해를 당할 뻔 했지만 이강토와 호위 무사 가츠야마에 의해 살아남는다. 마지막 회에서 가츠야마에게 자신의 본명을 말해주고 어딘가로 떠난다.

### 강토의 주변 인물
- 신현준: 이강산(李江山), 이인 (李仁)[2], 1대 각시탈 역(아역 윤홍빈) (†) - 이선의 장남이자 이강토의 형으로 고종의 망명을 꾀하다 무참히 살해된 아비를 대신해서 집안을 일으킬 요량으로 경성제국대학교 법대에 진학했지만 독서회 사건에 연루되어 모진 고문 끝에 바보가 되었다. 하지만 이것은 일본 순사들을 속이기 위한 계략이었으며 바보 행세로 감옥을 탈출한 뒤 각시탈이 되어 조선인들을 구해준다. 6부에서 어머니 한씨를 죽인 기무라 켄지에게 복수하다가 동생 강토의 총에 맞아 사망했다.(1회~6회 특별출연)
- 송옥숙: 한씨 역(†) - 강산, 강토의 어머니. 독립 자금을 모으기 위해 전 재산을 팔아버린 남편 덕에 생활고가 해일처럼 덮쳤을 때에도, 아들 강토의 친일 행위 때문에 종로시장 상인들한테 멸시 당할 때에도 견뎌냈다. 그러나 각시탈의 정체가 이강산인 것을 안 기무라 켄지의 공격을 막다가 총에 맞아 사망했다.(1회~6회 특별출연)
- 이일재: 이선 역(†) - 강산, 강토의 아버지. 삼한갑족의 자손으로 태어나 일신의 영달과 가족의 안위보다는 오직 나라 걱정밖에 하지 않았던 진정한 선비이다. 전 재산을 팔아서 모은 600억의 독립 자금을 손에 쥔 채 여섯 명의 동지와 함께 고종의 망명을 꾀했으나 그를 제외한 모든 동지들이 변절해버려 홀로 죽임을 당하는 비운의 충신이다.(1회~4회 특별출연)
- 전현: 백건 역 - 이선의 호위 무사이며 조선 최고의 무사. 다정한 성격이며 각시탈(이강산, 이강토)의 스승이다. 고종의 망명을 꾀했던 이선이 동지들의 배신으로 홀로 죽임을 당하자 이선을 지켜내지 못했다는 죄책감과 함께 이선의 가족들에 대한 막중한 책임감을 느낀다. 사형장에서 목담사리를 차량을 이용해 탈출시키는데 중요한 역할을 하며 그 후에도 계속 각시탈을 도와준다.

### 목단의 주변 인물
- 전노민: 목담사리 역(†) - 목단의 아버지. 노비 출신의 의병장으로 일경의 간담을 서늘케 하는 무장 독립군. 늘 지명 수배 1순위지만 잡히기만 하면 그야말로 신출귀몰. 탈출의 명수다. 벌써 6번을 잡혔다가 7번째 탈출한 이력을 가지고 있다. 조선 총독부 합방 축하 행사에서 폭탄을 던지기 직전 기무라 슌지에 의해 붙잡히지만 사형장에서 이강토, 적파, 백건의 도움으로 탈출에 성공한다. 양백을 모시고 오기 위해 경성을 떠났다가 양백과 함께 경성에 잠입한다. 아지트가 발각되어 양백으로 위장하여 일본 순사와의 추격 중 총탄에 맞아 붙잡히려는 순간 자결한다. 이재유를 모델로 한 캐릭터다.
- 손병호: 조 단장 (조동주) 역(†) - 극동 서커스단의 단장. 일본 순사들 몰래 독립 운동 지원을 하고 있다. 이강토와 오목단의 결혼식에서 일본 경찰을 막다 슌지 손에 사망한다.
- 이경실: 오동년 역(†) - 극동 서커스단의 단원. 억척스런 아줌마 같지만 시집 온 첫날밤에 소박맞은 후로 줄곧 파란만장한 인생을 살아왔다고 한다. 12년 전 엄마 없는 목단을 호적에 들여 친딸처럼 보살펴주었다. 목담사리 사형장에서 목담사리 사형집행을 방해하려다 기무라 슌지의 총에 맞고 죽는다.
- 이병준: 신난다 역 - 극동서커스단의 단원. 인생에 하도 어려움이 많아 난다(難多)라는 예명을 스스로 붙였다. 겁이 많아 앞에 나서는 것을 꺼려한다.
- 손여은: 엄선화 역 - 오목단의 가장 가까운 친구로 목단을 친언니처럼 무척 따른다. 위안부로 끌려가면서 각시탈(이강토)이 일본 순사와 싸울때 위안부로 끌려가는 여성들을 탈출시킨다. 오목단이 동진 결사대 대원인 김득수를 만나게 하는데 일조를 한다. 터울이 큰 남동생 창수가 있다. 순진하고 착하고 김득수를 좋아한다.
- 서윤아: 함계순 역 - 극동 서커스단의 단원이지만 실은 화려한 생활을 꿈꾸며 엔젤 클럽에 들어가기 위해 어떤 수단도 가리지 않는다. 일제 경찰로부터 극동 서커스단의 오목단 감시라는 임무를 맡아 스파이 생활로 받는 보수로 호위호식하고 있는 친일 매국노이다. 하지만 오목단의 감시를 소홀히 하여 기무라 슌지에게 물고문을 당해 두려움을 가졌으며, 일본군 학도병으로 강제 징집된 동생 민규가 살아 돌아와서 동진 결사대 대원으로 입대하자 자신의 잘못을 뉘우치고 동진 결사대의 활동에 일조한다.
- 김유진: 황부용 역 - 극동 서커스단 단원
- 박하늘: 윤소화 역 - 극동 서커스단 단원
- ?: 엄창수 역 - 엄선화의 남동생
- 반민정: 안나 (적파) 역(†) - 평안남도 맹산의 소굴에서 남자들이 하기 어려웠다던 독립 운동을 진두 지휘한 전투사 출신. 거사를 위해 목담사리와 부부로 위장하고 경성에 잠입한다. 사형장에서 목담사리를 탈출시키는데 성공하지만 기무라 슌지의 총에 맞아 현장에 잡혔고, 고문 중 이강토가 보는 앞에서 유언을 남기고 혀를 깨물어 자결한다.
- 김인호: 장 동지 역 (†) - 목담사리 사형장에서 각시탈을 쓰고 자폭을 했다.
- 이도훈: 윤 동지 역 (†) - 서대문 형무소로 이송되는 담사리를 탈출시키려다 일본 순사가 쏜 총에 맞아 죽는다.
- 김영훈: 박 동지 (박근수) 역(†) - 엔젤 클럽에서 이강토를 살해하려다 실패하여 고문을 받고 있는 중 각시탈(이강토)의 도움으로 탈출하려다 기무라 슌지의 총에 맞아 죽는다.
- 김명곤: 양백 역(21부~) - 상해 임시 정부 국무령. 한인 애국단 수장으로, 60만 원[3]의 현상금이 걸린, 그야말로 독립 투쟁의 중심. 조선 내 무장 독립 투쟁을 준비하고 있는 동진을 직접 만나러 담사리와 함께 경성에 잠입한다. 아지트가 들통나 급습을 받지만 동진과 수하들의 도움으로 상해로 돌아간다.김구를 모델로 한 캐릭터다.
- 은유: 진홍 역(21부~) (†) - 양백의 수하. 국방 헌금과 종로 경찰서 내 무기고에 있는 무기를 빼돌리고, 이강토가 기무라 슌지에게 붙잡혀 고문받고 있을 때 탈출시킨다. 아름다운 미모와 강력한 무력을 두루 갖춘 인재.
- 김지민: 안섭 역(21부~) - 양백의 수하. 각시탈(이강토)과 함께 송 기자 탈출을 도움. 호적부를 불태우고, 일본군에 쓰일 헌금을 빼돌린다.
- 박보검: 함민규 역(26부~) - 계순의 남동생. 전문학교를 다니다 학도병에 끌려가기 직전 동진 결사대의 도움으로 탈출하여 동진 결사대에 입대한다. 일본군과 순사들의 급습에서 살아남아 동진 결사대의 잔존 세력과 함께 만세 운동에 참여한다.

### 슌지의 주변 인물
- 천호진: 기무라 타로 (木村 太郎) 역(†) - 종로 경찰서장. 켄지, 슌지 형제의 아버지. 13~14부 초반에서 한일 합방 기념식 폭탄 테러 사건을 제대로 처리하지 못해 조선 총독으로부터 종로 경찰서장 직에서 파면당한다. 콘노 고지가 죽은 후 우에노 히데키가 와다 료를 협박하여 조선 총독부 경무국장에 임명된다. 경무국장이 되고 나서 위안부 모집, 창씨 개명, 징병제에 직접 관여한다. 자신의 부하였던 이강토가 이선의 아들 이영이었다는 사실을 밝혀낸다. 이강토와의 마지막 결투에서 압도적으로 패하여 살해된다.
- 박주형: 기무라 켄지 (木村 健二) 역(†) - 종로 경찰서 경부. 슌지의 형, 기무라 타로의 장남. 6부에서 복수심에 불탄 각시탈(이강토)에 의해 죽임을 당한다.(1회~6회 특별출연)
- 주부진: 순이의 할머니 역 - 기무라 타로 집안의 유모. 켄지, 슌지 형제를 어렸을 때부터 보살폈다. 타로가 평양에 있던 시절 병에 걸려 쫓겨날 뻔할 때 슌지가 아버지 타로의 검을 팔아서 받은 돈으로 치료를 받아 살아났다. 친어머니를 일찍 여읜 슌지에게는 사실상 어머니나 다를바 없는 인물이다.
- 이슬비[4] : 심순이 역(20부~21부) - 유모의 손녀로 간호부를 모집하는 말에 속아 위안부로 가게 되었다

### 홍주의 주변 인물
- 전국환: 우에노 히데키 (上野 秀樹) 역(†) - 일본 최고의 극우 단체 키쇼카이의 회장이자 아스카 호텔의 소유자이며, 채홍주의 양아버지이다. 겉보기에는 평범한 노인 같지만 사실은 잔인하고 사악하기 그지없는 인물이며 엄청난 재력가이고, 강산, 강토의 아버지 이선을 죽음으로 몰고 간 장본인이다. 키쇼카이 회원들과 용병들이 각시탈에 의해 계속 죽임을 당하고 채홍주마저 실패하자 분노한다. 마지막엔 결국 각시탈(이강토)에 의해 죽임을 당한다.
- 안형준: 가츠야마 준 (勝山準) 역 - 채홍주의 호위 무사이며 긴페이와 함께 일본 최고의 무사이다. 각시탈과 막상막하의 무술 실력을 가지고 있으며 각시탈의 라이벌이다. 여러 차례 각시탈과 대결하며 존재감을 드러냈으나 21부에서 독립군인 안섭과의 싸움에서 지는 허무한 모습도 보여준다. (사실은 가츠야마가 더 강하다). 홍주의 호위를 전담하는 무사이지만 자신에게 눈길조차 주지 않는 홍주를 진심으로 짝사랑하고 있다. 마지막엔 우에노 회장이 각시탈(이강토)에 인해 죽은 뒤 채홍주와 작별하게 된다.
- 브루스 칸: 긴페이 가토 (加藤) 역(†) - 우에노 회장의 잔인한 호위 무사로, 일본 최고의 검객이자 최고의 무사라 불린다. 우에노 히데키의 명령으로 퇴근하는 콘노 고지와 수행하던 순사를 잔인하게 살해한다. 기무라 슌지의 요청으로 각시탈이 이강토임을 밝히기 위해 투입되며 처음엔 각시탈과의 전투에서 압도적으로 각시탈을 패배 시키는 모습을 보여줬지만 나중에는 간발의 차로 각시탈에게 쓰러진다. 마지막에는 우에노 회장의 명령으로 홍주를 죽이려다 가츠야마와 각시탈(이강토)에게 죽임을 당한다.

### 종로 경찰서
- 김응수: 콘노 고지 (紺野 浩二) 역(†) - 조선 총독부 경무국장. 조선인에 대한 편견 없이 실력대로 기용하고 능력 있는 강토를 총애 하는 유일한 인물이다. 와다 료의 고향 (조슈)후배이자 동경 제국 대학교 후배이다. 기무라 타로를 종로 경찰서장에서 파면 시킨 후 종로 경찰서장직을 겸임 한다. 퇴근하던 중 긴페이 가토에 의해 살해당한다.
- 윤봉길: 아베 신지 (阿部 愼司) 역 - 종로 경찰서 순사이며 이강토의 부하. 일본인들에게 부당하게 억압 당하는 조선인들을 볼 때마다 연민이 넘치는 정이 많은 순사다. 유난히 이강토를 잘 따르며, 순사 답지 않게 성격이 순하다. 후에 종로 경찰서에 대항하는 독립군들을 총살하는데 투입된다.
- 윤진호: 고이소 타다노부 (小磯 忠信) 역 - 기무라 켄지의 부하. 야비하고 비열하며 자신보다 잘 나가는 강토를 용납 못해 끝까지 강토를 괴롭힌다. 무라야마에 의해 이강토를 몰아내고 그 자리에 앉는다.
- 여호민: 유시 이시다 (油志石田) 역(15부~22부) (†) - 이강토를 감시하기 위해 기무라 슌지의 지시로 고이소 타다노부가 불러온 일본 순사. 이후 이강토 감시는 줄어들고 종로 경찰서 위안부 호송 업무를 담당한다. 동진의 참모인 송 기자를 호송하는 도중 안섭이 쏜 총에 맞아 죽는다.
- 김명수: 무라야마 요시오 (村山 義雄) 역(19부~28부) - 기무라 타로가 파면당한 이후 공석이 된 경찰서장에 임명되는 군인 출신. 총리 대신 암살에 연루되었지만 무죄를 받았다. 조선인을 극도로 증오하는 잔인하고 포악한 인물로 임명되자마자 백의 단속을 강화하고 각시탈을 잡기 위해 혈안이 된다. 또한 조선인 이강토가 경찰 간부로 재직 중인 것을 이해하지 못해 그를 항상 괴롭힌다.
- 최웅: 카카와 오자키 (香川 尾崎) 역 - 종로 경찰서 순사. 이시다가 죽은 후 이강토를 감시한다.
- 이주현: 타케다 산죠 (武田 山上) 역 - 종로 경찰서 순사

### 엔젤 클럽
- 지서윤: 타샤 역 - 클럽 엔젤의 마담이자 경영자. 비밀리에 양백과 동진을 돕는 인물이다. 이 사실을 노상엽이 기무라 슌지에게 발각돼서 고문 끝에 비밀을 누설하자 엔젤 클럽의 문을 닫고 사라진다.
- 백재진: 봉 실장 역 - 클럽 엔젤의 관리실장
- 최대훈: 이해석 역(†) - 일본명 미나미 타마오 (南珠緖). 직업은 영화 감독. 고종의 친척인 이시용의 장남. 타샤의 거짓 사랑과 이시용에 의해 중추원 참의, 키쇼카이 회원이 되는 것을 거부하여 일본군에 쓰일 국방 헌금 전달을 타샤에게 발설하고 자살로 독립 운동에 기여한다.
- 장준유: 메리 역 - 클럽 엔젤의 딴스 걸
- 이재원: 노상엽 역 - 클럽 엔젤의 웨이터
- 오은호: 수지 역 - 클럽 엔젤의 딴스 걸. 경성 최고의 댄서
- 양희윤: 제니 역 - 클럽 엔젤의 딴스 걸. 앤젤클럽 댄서 중 막내

### 키쇼카이 경성지부 회원
- 권태원: 최명섭 역(†) - 경성지법 판사. 만주 지역에서 "권수정"이라는 이름의 첩보원으로 활약할 때 이선을 제 손으로 직접 죽인 인물. 담사리에게 사형을 선고했다가 각시탈(이강산)에게 죽임을 당한다. (특별출연)
- 김규철: 우병준 역 - 조선 총독부 부설 병원장. 이태왕의 주치의였다가 이선을 배신한 후, 우에노의 입김으로 총독부 부설 병원장이 된 인물. 이후 마지막 화까지 안 죽었다.
- 안석환: 이시용 (李施溶) 역(†) - 고종의 친척. 중추원 참의이자 왕족 (백작). 조선 중앙일보 사장이 되려고 했으나 주주의 반대로 되지 못한다. 아들 이해석을 중추원 참의와 키쇼카이 회원으로 만들기 위해 조선 총독부에 비행기를 헌납한다. 그러나 국방 헌금 전달 실패의 책임을 지고 긴페이 가토한테 처형 당한다.
- 김태영: 박인삼 역(†) - 경성일보 사장. 박성모의 아버지. 이전 한일 합방을 축하하는 기사를 실어 각시탈에게 경고를 받았으나 동진 선생의 이름을 빌려 위안부를 옹호하는 호외를 발행하였다가 각시탈에게 죽임을 당한다.
- 방중현: 박성모 역 - 경성일보 기자. 경성일보 박인삼 사장의 아들이다. 박인삼의 죽음으로 경성일보 사장과 키쇼카이 회원이 된다.
- 김정난: 이화경 역(†) - 왕족 이시용의 후처. 국방 헌금 전달 실패의 책임을 지고 가츠야마한태 처형 당한다.
- 고인범: 조영근 역(†) - 조일은행 두취(은행장). 각시탈(이강토)에게 한 번 잡혀 굴욕을 당했으나 또 다시 부정을 저지르고 결국 10부에서 각시탈에게 죽임을 당한다.

### 그 외 반일 인물
- 박성웅: 동진 역 (22부~28부) - 조선 중앙일보 前 사장. 불령선인으로 낙인이 찍혀 시찰 대상이다. 조선 내에서 독립 운동을 하는 동진 결사대 대장이고 조선 내 무장 독립 투쟁을 준비하고 있다. 여운형을 모델로 한 캐릭터다.
- 최대철: 송 기자 역(21부~28부) - 조선 중앙일보 기자. 동진의 참모. 정자옥 양복점에서 태극기를 몰래 만들어 김득수에게 전달. 일장기를 제거한 사진을 실어 종로 경찰서에 압송. 검찰에 호송 중 각시탈(이강토)과 안섭의 도움으로 탈출
- 김방원: 김득수 역 - 동진 결사대 요원. 종로 시장 떡장수의 아들로 조선의 영웅 각시탈을 존경하고 일제 앞잡이인 이강토(물론 과거의 일이었다)를 증오하는 청년. 상인들을 괴롭히는 순사들에게 짱돌이라도 던져야 속이 시원한 청년이다. 각시탈(이강토)에게 동진을 만나게 해주는 가교 역할을 한다. 호적부를 불태우는 중 기무라 슌지에 의해 붙잡히기도 하지만 다시 탈출하며 이강토가 각시탈임을 알게되고 적극적으로 도와서 기무라 슌지의 방해 공작을 혼란스럽게 만든다. 양백과 동진의 연결 고리 역할을 하면서 만난 선화를 좋아한다.
- 최윤준: 송 사장 역 - 경성여관 사장
- 양재원: 배만성 역 - 종로시장 상인
- 김추월: 득수 엄마 역 - 종로시장 떡장수
- 길금성: 남성헌 역(21부) - 조선 권투 챔피언
- 민준현: 박 사장 역(†) - 정자옥 양복점 사장. 양백에게 아지트를 제공하지만 기무라 슌지의 수사로 탄로가 나 고문 받는 도중에 죽고 만다.

### 그 외 친일 인물
- 송민형: 와다 료 (和田 龍) 역 - 조선 총독. 콘노 고지의 고향(조슈) 선배이자 동경 제국 대학교 선배이다.
- 한수아: 카네코 역 - 총독 비서관
- 강기화: 마사코 (雅子 역) - 금화정 기생. 금화정에서 조 두취를 모시는 것이 원인이 되어 이강토가 접근한다.

### 그 외 인물
- 임영란
- 신신범: 노인 역 - 백의 단속으로 고이소 타다노부에게 맞는 노인
- 손선근
- 이태검: 사사키 역 - 종로 경찰서 前 순사
- 유옥주 : 준이 엄마 역
- 김효명 : 종로시장 상인 역
- 장태민
- 천성훈
- 이성주 : 준이 아버지 역
- 주동희 : 웨이터 역
- 김나연
- 서승원
- 박현심
- 이두석
- 박원석
- 이은
- 이태영
- 황윤희
- 정현석 : 집배원 역
- 박성균
- 박규점
- 김성훈 : 의사 역
- 장남영
- 안여진
- 백건우

### 아역
- 김형규
- 송의준
- 오병현
- 한현규
- 허정범 : 노인의 손자 역

### 특별 출연
- 장광: 중추원 참의 역(17부)
- 김기현: 현 의원 역(18부~)
- 홍여진: 현의원 부인 역(18부~)
- 장남열: 위안부 남자 모집책 역
- 곽여진: 위안부 여자 모집책 역

## 시청률
최저 시청률과 최고 시청률은 시청률 조사회사와 지역별로 시청률에 차이가 있을 수 있습니다.
| 2012년      | 2012년      | 2012년         | 2012년       | 2012년         | 2012년       |
| 회차        | 방송일      | TNmS 시청률    | TNmS 시청률  | AGB 시청률     | AGB 시청률   |
| 회차        | 방송일      | 대한민국(전국) | 서울(수도권) | 대한민국(전국) | 서울(수도권) |
| ----------- | ----------- | -------------- | ------------ | -------------- | ------------ |
| 제1회       | 5월 30일    | 12.6%          | 12.8%        | 12.7%          | 13.3%        |
| 제2회       | 5월 31일    | 12.4%          | 13.3%        | 12.4%          | 12.9%        |
| 제3회       | 6월 6일     | 13.3%          | 14.5%        | 13.6%          | 13.9%        |
| 제4회       | 6월 7일     | 14.8%          | 14.9%        | 15.6%          | 16.7%        |
| 제5회       | 6월 13일    | 13.8%          | 14.1%        | 14.5%          | 15.4%        |
| 제6회       | 6월 14일    | 15.5%          | 16.3%        | 15.0%          | 15.7%        |
| 제7회       | 6월 20일    | 15.3%          | 15.5%        | 15.5%          | 16.5%        |
| 제8회       | 6월 21일    | 15.4%          | 15.0%        | 15.5%          | 16.3%        |
| 제9회       | 6월 27일    | 14.7%          | 13.9%        | 14.8%          | 15.2%        |
| 제10회      | 6월 28일    | 15.9%          | 15.3%        | 14.6%          | 15.0%        |
| 제11회      | 7월 4일     | 17.6%          | 17.2%        | 14.8%          | 15.8%        |
| 제12회      | 7월 5일     | 16.5%          | 15.6%        | 14.0%          | 14.0%        |
| 제13회      | 7월 11일    | 16.7%          | 15.6%        | 14.4%          | 14.4%        |
| 제14회      | 7월 12일    | 17.3%          | 16.3%        | 16.3%          | 17.5%        |
| 제15회      | 7월 18일    | 17.2%          | 16.8%        | 15.2%          | 16.7%        |
| 제16회      | 7월 19일    | 18.1%          | 17.3%        | 16.8%          | 18.2%        |
| 제17회      | 7월 25일    | 16.7%          | 16.8%        | 15.6%          | 16.3%        |
| 제18회      | 8월 1일     | 16.9%          | 16.3%        | 18.0%          | 18.2%        |
| 제19회      | 8월 8일     | 19.3%          | 18.8%        | 18.3%          | 18.2%        |
| 제20회      | 8월 9일     | 20.6%          | 20.6%        | 19.5%          | 19.8%        |
| 제21회      | 8월 15일    | 22.6%          | 23.1%        | 19.4%          | 18.8%        |
| 제22회      | 8월 16일    | 21.9%          | 22.4%        | 19.7%          | 19.5%        |
| 제23회      | 8월 22일    | 22.2%          | 22.4%        | 19.8%          | 19.5%        |
| 제24회      | 8월 23일    | 22.3%          | 22.9%        | 20.3%          | 20.2%        |
| 제25회      | 8월 29일    | 19.4%          | 19.4%        | 20.4%          | 20.6%        |
| 제26회      | 8월 30일    | 22.8%          | 22.9%        | 21.4%          | 21.7%        |
| 제27회      | 9월 5일     | 24.3%          | 26.1%        | 21.5%          | 21.9%        |
| 제28회      | 9월 6일     | 27.3%          | 27.7%        | 22.9%          | 23.2%        |
| 평균 시청률 | 평균 시청률 | 18.0%          | 18.0%        | 16.9%          | 17.3%        |

## OST

### Part.1
| #  | 제목                         | 작사   | 작곡   | 재생 시간 |
| -- | ---------------------------- | ------ | ------ | --------- |
| 1. | 〈굿바이데이〉 (울랄라 세션) | 홍진영 | 홍진영 | 3:53      |
| 2. | 〈굿바이데이 (Inst.)〉       |        | 홍진영 | 3:53      |

### Part.2
| #  | 제목                   | 작사   | 작곡   | 재생 시간 |
| -- | ---------------------- | ------ | ------ | --------- |
| 1. | 〈안되겠더라〉 (4men)  | 최성일 | 최성일 | 3:46      |
| 2. | 〈안되겠더라 (Inst.)〉 |        | 최성일 | 3:46      |

### Part.3
| #  | 제목                         | 작사   | 작곡   | 재생 시간 |
| -- | ---------------------------- | ------ | ------ | --------- |
| 1. | 〈노을이 지면〉 (가비엔제이) | 송양하 | 송양하 | 3:33      |
| 2. | 〈노을이 지면 (Inst.)〉      |        | 송양하 | 3:33      |

### Part.4
| #  | 제목                         | 작사         | 작곡 | 재생 시간 |
| -- | ---------------------------- | ------------ | ---- | --------- |
| 1. | 〈그대 내 품에〉 (보헤미안)  | 개미         | 개미 | 3:45      |
| 2. | 〈심판의 날〉 (주원, 이정현) | 개미, 이정현 | 개미 | 2:56      |
| 3. | 〈그대 내 품에 (Inst.)〉     |              | 개미 | 3:45      |
| 4. | 〈심판의 날 (Inst.)〉        |              | 개미 | 2:56      |

### Part.5
| #  | 제목                       | 작사         | 작곡   | 재생 시간 |
| -- | -------------------------- | ------------ | ------ | --------- |
| 1. | 〈그 한마디〉 (멜로디데이) | 조성광, 해온 | 조성광 | 3:57      |
| 2. | 〈그 한마디 (Inst.)〉      |              | 조성광 | 3:57      |

### Vol.1
| #   | 제목                                          | 작사           | 작곡         | 재생 시간 |
| --- | --------------------------------------------- | -------------- | ------------ | --------- |
| 1.  | 〈굿바이데이〉 (울랄라 세션)                  | 홍진영         | 홍진영       | 3:53      |
| 2.  | 〈안되겠더라〉 (4men)                         | 최성일         | 최성일       | 3:46      |
| 3.  | 〈노을이 지면〉 (가비엔제이)                  | 송양하         | 송양하       | 3:33      |
| 4.  | 〈그대 내 품에〉 (보헤미안)                   | 개미           | 개미         | 3:45      |
| 5.  | 〈심판의 날〉 (주원, 이정현)                  | 개미, 이정현   | 개미         | 2:56      |
| 6.  | 〈그 한마디〉 (멜로디데이)                    | 조성광, 해온   | 조성광       | 3:57      |
| 7.  | 〈사랑 그리고 사랑(Title)〉 (주원)            | 개미           | 개미, 이건영 | 3:29      |
| 8.  | 〈안되나봐〉 (은유)                           | Zeenan         | 나쁜녀석들   | 4:33      |
| 9.  | 〈외사랑〉 (한채아)                           | 개미           | 개미         | 4:33      |
| 10. | 〈아파와도〉 (이슬비)                         | 이슬비, 한소윤 | 김영욱       | 3:37      |
| 11. | 〈청홍〉 (지서윤)                             | 개미           | 개미         | 4:01      |
| 12. | 〈각시탈〉 (Various Artists)                  |                | 개미, 이건영 | 2:54      |
| 13. | 〈Holy〉 (Various Artists)                    |                | 개미, 이건영 | 4:08      |
| 14. | 〈운명〉 (Various Artists)                    |                | 개미         | 2:47      |
| 15. | 〈내가 니 앞에 있는데〉 (Various Artists)     |                | 개미, 이건영 | 3:06      |
| 16. | 〈수호신〉 (Various Artists)                  |                | CSMUSIC&     | 2:55      |
| 17. | 〈외사랑 (Orchestra Ver.)〉 (Various Artists) |                | 개미         | 4:06      |
| 18. | 〈태극기가 이 땅에〉 (Various Artists)        |                | 개미, 이건영 | 3:18      |

## DVD

### 각시탈 일반판
- 감독: 윤성식
- 출연자: 주원,진세연,박기웅,한채아,신현준 (외)
- 장 르: TV드라마 액션
- 상영시간: 1일 06:25:01
- 화면: WIDE SCREEN
- 제작년도: 2012
- 언어: KOREAN
- 자막: ENGLISH
- 음향: DOLBY DIGITAL 2.0 STEREO
- 제작: KBS 미디어(부메랑모션픽쳐스)
- 발매일: 2013년 4월 2일

<Special Features>
《부가영상 Running Time: 136분》
- 포스터 촬영 + 배우 + 현장 인터뷰 + 메이킹 영상

<Composition>
- Disc 01: 1회~3회
- Disc 02: 4회~6회
- Disc 03: 7회~9회
- Disc 04: 10회~12회
- Disc 05: 13회~15회
- Disc 06: 16회~18회
- Disc 07: 19회~21회
- Disc 08: 22회~24회
- Disc 09: 25회~27회
- Disc 10: 28회/(부가영상)

## 결방 및 연장 사유
- 2012년 7월 3일: 각시탈 방영 분량이 당초 24부작 종영할 예정이었지만, 작품의 완성도를 높이기 위해서, 4회 추가 연장되어 28부작으로 확정되었다.[7]
- 2012년 7월 26일: 2012 런던 올림픽 남자 축구 <대한민국 vs 멕시코> 중계방송으로 결방되었다.
- 2012년 8월 2일: 2012 런던 올림픽 양궁 여자 개인 중계방송으로 결방되었다.
- 2012년 8월 9일: 런던올림픽 리듬체조 후프,볼 손연재 방송시간이 늦춰 밤 10시 5분 연장방송 시작하였다.

## 감독판 방영
- 2012년 9월 30일 KBS 드라마 채널에서 KBS 드라마본부의 윤성식 PD가 480분 6부작으로 편집한〈각시탈 리미티드 - 최고의 순간 480분〉을 방영하였다. 2014년 8월 15일 광복절에 KBS 드라마 채널에서 재방송하였다.

## 원작 만화와의 비교
- 만화에서는 여자 주인공과 러브라인이 없으나, 드라마에서는 러브라인이 등장한다.[8]
- 원작에서는 각시탈이 무기를 사용하지 않으나, 드라마에서는 무기로 쇠퉁소를 사용한다. 이것은 허영만의 〈쇠퉁소〉를 인용한 것으로 보인다.
- 원작과 드라마 모두 각시탈이 낮에는 일본 순사로 활동하는 이중 생활을 한다. 다만 허영만의 〈쇠퉁소〉는 일본 순사 이강토가 쇠퉁소를 죽이고 이를 후회하면서 순사를 그만두는 설정으로 나온다.
- 원작과 드라마 모두 각시탈이 독립운동가의 아들이다. 다만 드라마에서는 가족이 모두 죽고 집이 불타 없어진다. 이는 허영만의 〈쇠퉁소〉의 쇠퉁소가 가족이 없는 고아라는 설정을 사용했다고 보여진다.

## 논란 및 사건 사고

### 버스 추락사고와 향후 조치 논란
2012년 4월 18일 오전 5시 35분에 촬영버스가 경남 합천영상테마파크로 이동하던 중 합천군 대병면 하금마을 인근 1026호 지방도에서 도로옆 3m 아래 논으로 추락하는 사고가 일어났다. 이 사고로 보조출연자 한명이 사망하고 버스운전사를 비롯한 30명이 부상당했다.
5월 22일 사망한 보조출연자의 유가족은 방송국앞에서 대책방안을 요구하는 시위를 벌였다. 유가족은 “남편이 죽고 KBS 측은 언론에 유족들에게 깊은 애도의 뜻을 표하고, 향후 조치에 사력을 다 한다고 했는데 말만 번지르르하다. 모르는 사람은 우리가 대단한 보상과 위로를 받은 줄 알 거다”라고 말하며, 억울하다. 언론 플레이로 사람을 두 번 죽이고 있다”고 시위에 나선 배경을 전했다.
5월 23일 드라마 각시탈의 제작발표회에서 사망한 보조출연자의 가족이 대책방안을 요구하는 1인 시위를 하였다.
2012년 8월 29일 사망한 보조출연자의 유족 측은 '각시탈 최종회에서 보조출연자 애도 자막을 촉구한다. 성의를 보여라'는 성명을 발표했다. 9월 6일 마지막회 시작 무렵에 애도의 자막을 내보냈다.
한편 2012년 KBS연기대상에서 장편드라마 부문 남자 우수상을 받은 각시탈의 주원은 수상소감을 전하면서 불의의 사고로 유명을 달리한 보조 출연자의 명복을 빌고 유가족에 대해 위로하는 메시지를 전하기도 했다.

### 한류에 부정적 이유로 캐스팅 어려움
드라마 각시탈은 장혁 등 7명을 거쳐 신인급이었던 주원에게 역할이 주어졌다. 항일을 소재로 한 것에 대한 부담으로 한류 배우들이 거절한 것에 대하여 한 동안 논란이 끊이지 않았다. 주원은 드라마 데뷔작인 제빵왕 김탁구와 <각시탈> 이후에 출연한 <7급 공무원> <굿 닥터>가 일본 등에서 인기를 얻어 팬미팅이나 콘서트 등으로 왕성한 활동을 하고 있어 <각시탈> 드라마를 한다고 해서 일본에서의 활동에 차질이 생길 것이라는 것은 기우에 지나지 않았다는 것이 증명되기도 했다.

### 경쟁 드라마 비하 논란
드라마 각시탈의 홍보를 위해 개설된 트위터의 지기는 5월 28일 배우 소지섭 팬이라 SBS '유령'을 볼 예정인 친구와 내기했다는 한 네티즌의 글에 "소지섭이요? 여심으로 따지면 대한민국 지존이죠. 그런데 요즘 누가 드라마 배우 따라 보나요"라며 "저랑 가까운 女님도 소지섭, 김선아님 광팬인데 각시탈 안 보면 유령 취급하고 아이두 아이두? 곡소리 나게 해준댔어요"라고 말했다. 5월 29일에는 김선아가 출연하는 MBC '아이두 아이두'를 보려는 엄마와 TV 쟁탈전을 벌일 것이라는 또다른 네티즌에게 "가정의 화목을 위해 각시탈은 본방사수, 아이구 아이구는 재방 부탁드려요"라며 타사 드라마 제목을 바꿔 언급했다.
이를 본 누리꾼들의 질타가 잇자 "저의 의도와는 다르게 뜻이 전달된 것 같다. 스스로 애정이 너무 지나쳤던 것 같다"라며 "많이 자제하고 주의하고 있다. 애정이 과해서 그랬다고 이해해주시고 저도 신경 써서 트윗하도록 하겠다"라고 사과했다.

### 사망 유가족 모욕 벌금형
- 조연 배우 사망 사고와 관련하여 댓글을 단 사람에 대하여 모욕, 명예훼손죄로 벌금형 선고[17]

## 참고 사항
- 만화가 허영만의 1974년 만화 《각시탈》을 원작을 극화한 작품이므로, 지상파 3사의 수목극 중 시청률 1위를 기록하는 기염을 토한 역대 최대 기록이다.
- 일본 경찰의 동정복(검은색)과 하정복(흰색)을 드라마에서 계절에 상관없이 하정복만 입는 것으로 묘사된다.
- 군인 출신이 임명되는 조선 총독이 경찰 제복을 입고 우스꽝스럽게 묘사된다.

## 수상 경력
- 2012년 11월 1일 제 6회 임종국 선생 기념 사업회
  - 임종국상 사회 부문: 유현미 작가 (극본)[18]
- 2012년 3월 7일 제1회 에이판 스타 어워즈
  - 액션 스턴트상: 각시탈
- 2012년 12월 31일 KBS 연기대상
  - 인기상, 장편 드라마 부문 남자 우수 연기상: 주원
  - 여자 신인 연기상: 진세연
  - 남자 조연 연기상: 박기웅
- 2013년 3월 7일 제 13회 대한민국 국회 대상
  - 올해의 드라마 상: 각시탈

## 경쟁 프로그램
- MBC 수목미니시리즈 《아이 두 아이 두》
- MBC 수목미니시리즈 《아랑 사또전》
- SBS 드라마스페셜 《유령》
- SBS 드라마스페셜 《아름다운 그대에게》

## 같이 보기
- 허영만